# Isabelagylling
Isabelagylling (Oriolus isabellae) är en fågel i familjen gyllingar inom ordningen tättingar.

## Utseende och läten
Isabelagyllingen är en medelstor (20 cm), grön och gul gylling.. Den har olivgrönt på ovansida och huvud medan undersida är gul. Den kraftiga näbben är grå, benen mörkgrå och ögat mörkrött. Liknande vittyglad gylling har som namnet avslöjar vit tygel, kortare stjärt samt kortare och slankare mörkröd näbb. Tre läten har noterats: en fallande och upprepad halvsekund lång vissling; en ljusare stigande vissling; ett hårt, syrseliknande läte upprepat två gånger i sekunden i långa serier.

## Utbredning och status
Isabelagyllingen förekommer i norra Filippinerna, i bergstrakter på norra Luzon). Den tros ha en mycket liten och fragmenterad bestående av endast mellan 50 och 250 vuxna individer. Beståndet tros också minska kraftigt till följd av habitatförlust. Internationella naturvårdsunionen IUCN kategoriserar därför arten som akut hotad.